# Nerocila acuminata
Nerocila acuminata es una especie de crustáceo isópodo marino del género Nerocila, familia Cymothoidae. Fue descrita científicamente por Schiödte & Meinert en 1881.

## Distribución
Esta especie se encuentra en el golfo de México y el norte del océano Atlántico.